# Битва при Рефідімі
Битва при Рефідімі — битва між ізраїльтянами та амаликитянами в Рефідімі, під час руху юдеїв до Землі Обітованої. Опис цієї битви можна знайти в Книзі Виходу.

## Біблійний опис битви
Відповідно до Книги Вихід 17:8–13, після втечі ізраїльтян з Єгипту вони розбили табір в Рефідімі.
Битва почалася після нападу амаликитян на ізраїльтян (Вих. 17:8). Після цього Ягве оголосив про винищення амаликитян і закликав Ізраїль перемогти їх, заявивши, що Ізраїль зазнає миру зі своїми ворогами (Вихід 17:14, Второзаконня 25:19). Це був перший із декількох конфліктів впродовж декількох століть між амаликитянами та ізраїльтянами.
Мойсей закликав вірних до боротьби і віддав Ісусу Навину командування ізраїльтянами. Слова «той, що триматиме жезл Божий» могли бути виразом його віри про неминучу перемогу в майбутній битві, оскільки вони воювали під прапором Божим.
Мойсей дивився згори. Коли він тримав руки піднятими угору в позі Оранти, Ізраїль здобував військову перевагу. Щоразу, коли він опускав руки, згідно з біблійним описом, юдеї починали програвати. Біблія описує, як коли Мойсей втомився, його найближчі родичі, Гур і Аарон, тримали його руки піднятими вгору, щоб надалі утримувати перевагу на полі бою (Вих. 17:12). Битва закінчилась увечері перемогою ізраїльтян.
У Книзі Виходу згадується прокляття-покарання, кинуте на ворогів обраного народу, дітей Ізраїлю. Амаликитяни мали бути стерті з історії. Прокльони з подібними підтекстом також записані в Книзі Єремії (Єр 2:3). Після успіху ізраїльських військових було споруджено вівтар, названий Мойсеєм Ягве-Ніссі (євр. יְהוָה נִסִּי), що позначало вираз «Господь – мій прапор». Назва відноситься до палиць, які тримав Мойсей.

## Дослідження
На думку деяких дослідників, Рефідім був єдиним оазисом у регіоні. Це місце було розташоване в горах, куди кочівники приводили худобу на водопій. Коли ізраїльтяни прибули до Ханаану, вони виявили амаликитян, які населяли північний Синайський півострів і Негев.
За словами Вільяма Петрі, амаликитяни намагалися перешкодити ізраїльтянам дістатися до оазису. Ці висновки ґрунтуються на його дослідженнях клімату, який з часів Мойсея майже не змінився. Тому він дійшов висновку, що кількість тутешніх кочівників, залишалась на однаковому рівні, близько п’яти-семи тисяч осіб, протягом тисячоліть. Беручи до уваги біблійний опис битви та опис того, що її остаточний результат не був вирішений до вечора, припускається, що кількість вояків з обох сторін була близькою. Відомо, що ізраїльтяни мали близько шестисот тисяч сімей.
Дослідник Біблії та коментатор дев’ятнадцятого століття Олександр Лопухін тлумачив Второзаконня (25:17–18) таким чином, що амаликитяни спочатку влаштували облогу, грабуючи виснажених мандрівників, які відставали, а потім напали на ціле плем’я ізраїльтян.
Джон Ван Сетерс стверджує, що, згідно з традиційною інтерпретацією, підняття рук Мойсея вважалося знаком молитви; це важливо, оскільки в тексті безпосередньо не згадується молитва. Ван Сетерс вважав, що жест Мойсея, як і жест Джошуа – підняття списа (Ісус Навина 8:18–26) – слід розуміти як практику магії, а по-друге, як релігійну. Ганс-Крістоф Шмітт заперечує цю точку зору, вказуючи на те, що такі обмеження малоймовірні. На його думку, паралелі слід шукати в 1 Самуїла 7:2–13, де Ізраїль перемагає завдяки постійній молитві Самуїла.